# Saint-Pavace
Saint-Pavace là một xã trong tỉnh Sarthe ở tây bắc nước Pháp. Xã này nằm ở khu vực có độ cao từ 43-112 mét trên mực nước biển.